# Paso de Los Patos
El Paso de Los Patos es un paso cordillerano entre la Argentina y Chile, usado por el grueso del Ejército de los Andes para cruzar la cordillera de los Andes en 1817, con el propósito de liberar a Chile de manos realistas. Se ubica del lado Argentino en San Juan en el departamento de Calingasta y del lado Chileno en el interior de Putaendo, pueblo ubicado al norte de la ciudad de San Felipe, Región de Valparaíso, Chile, y enmarcado en el imponente Valle de Patos Sur, al sudoeste de la Provincia de San Juan, Argentina. Con el nombre de Los Patos suelen señalarse sintéticamente varios pasos de diferente denominación: los pasos de Llaretas, Ortiz, La Honda y del Valle Hermoso; es destacable mencionar que este fue el paso utilizado por el General José de San Martín.
Para acceder a este valle se debe cruzar a gran altura, la Cuesta de la Honda, o la Cuesta del Espinacito, que con 4.476 m s. n. m. fue el punto más alto de la expedición.
Con respecto a la hidrología, está surcado por distintos ríos los cuales tienen sus nacientes en las máximas cumbres de América: el río Volcán que nace del pie del Aconcagua, y el río Mercedario que nace al pie del cerro homónimo. Este sector de la Cordillera, según la división geomorfológica de la Argentina, se encuentra en la denominada cordillera del Límite o Geosinclinal la cual fue plegada por el movimiento Andino-Alpino en la era Cenozoica. Por esa razón se pueden encontrar restos de Amonites y Trilobites pertenecientes al período Triásico de la era Mesozoica, siendo los fósiles marinos más antiguos de la cordillera de los Andes.

## El Paso del Ejército de los Andes
Este paso fue investigado por un hombre de confianza del general José de San Martín: el encargado de la maestranza y construcción de las armas, el sargento mayor José Antonio Álvarez Condarco.
Del 19 de enero al 25 de enero de 1817, del campamento de «El Plumerillo» partió la columna principal, de 3200 hombres, de las tropas del ejército al mando del general en jefe capitán general José de San Martín con el objetivo de invadir el territorio chileno por el Paso de Los Patos.
Previo a la salida de los batallones que cruzarían por Los Patos se ordenó un depósito de abastecimiento ubicado en Los Manantiales a 3200 m s. n. m. (Calingasta, San Juan), este fue destinado a satisfacer la alimentación de hombres y ganado durante veinte días. Consistían en víveres secos, 483 reses en pie para la tropa y forrajes para 1200 caballos. Además las columnas de víveres «llevaban 3500 arrobas de charqui, galletas de harina, maíz tostado, vino y aguardiente».

### Hitos importantes en la ruta de la columna principal
Para seguir la marcha del grueso del ejército no se cuenta con la documentación tan completa como en el caso de la columna de las Heras.
Sólo se puede precisar el recorrido efectuado en la siguiente forma hasta la Guardia de la Achupallas (Chile): 
1.Campamento del Plumerillo (de donde partió el ejército),
2. El Jagüel (lugar donde se separaron las columnas, la principal al mando del General San Martín –para seguir por la ruta de Los Patos hacia el Paso de las Llaretas–; y la del general Las Heras –para marchar por la ruta de Uspallata hacia Paso Iglesia),
3.Las Higueras (1000 metros),
4.Las Cuevas (2500 metros),
5.Paso del Cordón del Alojamiento (2600 metros),
6.Arroyo de las Cortaderas (2500 metros),
7.Estancia de Yalguaraz (2250 metros),
8.Arroyo Ureta o Uretilla (de 2750 a 3500 metros),
9.Portillo de la Fortuna (3950 metros), 
10.Portillo de los chilenos (3250 metros), 
11.Punto Los Hornillos (hoy vado San Martín)– Río de los Patos o de San Juan (2000 metros), 
12.Ciénaga de los Manantiales (2750 metros), 
13.Paso del Espinacito ( en este punto el Ejército de los Andes alcanzó el punto más alto de la expedición, a 4476 metros), 
14.Río los Patillos (3100 metros),
15.Pasaje de los Choapinos (2950 metros),
16.Unión del río Teatinos con el Mercedario (3100 metros),
17. Río Teatinos (3100 a 3300 metros), 
18.Paso de las Llaretas (3414 metros)(Cruce de la cordillera de los Andes, la limítrofe. Por este paso la columna de San Martín entró en Chile. Este es el confundido Paso de los Patos), 
19.Horqueta de Leiva (3000 metros), 
20.Portezuelo del Portillo (3834 metros), 
21.Paso del Valle Hermoso (3850 metros)(es la naciente del río Volcán. Por allí pasó el destacamento de exploración al mando de Arcos con 200 granaderos, para cerrar los altos del Cuzco y asegurar el Portillo.Para ello debió vencer en el combate de Achupallas.), 
22.Alto del Cuzco (lugar de la precordillera chilena, donde se abría la senda hacia el Sur, hacia San Felipe de Putaendo,lugar fijado por San Martín para la reunión de las tropas), 
23.Achupallas.

### Combate de Las Achupallas
El día 3, luego de pasar las cumbres por el paso de las Llaretas, Soler alcanzó el campo de los Piuquenes y de allí destacó al sargento mayor Antonio Arcos a ocupar la zona de Las Achupallas, a fin de facilitar el pasaje del grueso de las tropas. Arcos con 200 hombres debía pasar por el portezuelo de Valle Hermoso cayendo sobre la guardia realista de Ciénago, luego debía continuar por el portezuelo del Cuzco y caer sobre la guardia de las Achupallas.
Las realistas, en número de 100 hombres, que habían tenido noticias del avance de Arcos, se emboscaron en el Valle de Chalaco al norte de Las Achupallas, con la intención de envolver a las fuerzas patriotas por los flancos. Ante tal situación, el mayor Arcos ocupó una posición defensiva con parte de sus efectivos y mantuvo a retaguardia una importante reserva de caballería. Producido el ataque realista, el mayor Arcos ordenó un violento contraataque que concluyó exitosamente obligando la retirada realista el 4 de febrero.
En este combate que fue un éxito para las fuerzas patriotas, se destacó el teniente Juan Lavalle que cargara con sus 25 granaderos a una fuerza mucho mayor. Los realistas huyeron, siendo perseguidos por más de dos leguas. A las 12 de la noche el mayor Arcos enviaba al jefe de la vanguardia el parte de la victoria y le hacía saber que el Valle de Putaendo se encontraba en su poder.

### Combate de Las Coimas
El jefe de las fuerzas realistas que defendían el Valle del Aconcagua, coronel Miguel María de Atero, se encontraba en Santa Rosa de Los Andes cuando recibió las noticias de las derrotas de Guardia Vieja y Las Achupallas. Poco después recibió a un prisionero realista enviado por Las Heras para proponer el canje de los soldados capturados en Picheuta, este prisionero había sido engañado para que informara que Las Heras se estaba retirando a Mendoza, y creyendo que el repliegue de las fuerzas de Las Heras a Juncalillo obedecía a que nuevamente cruzaría la Cordillera, resolvió ir al norte al encuentro de las fuerzas patriotas que avanzaban por el Valle de Putaendo. Fue así que el día 6 Atero marchó y llegó con sus fuerzas hasta Las Coimas en la madrugada del 7 de febrero, ocupando los cerros. Las fuerzas realistas estaban comandadas por el teniente coronel Miguel Marqueli y se componían de 400 jinetes, 300 infantes y 2 piezas de artillería.
Soler había adelantado a Necochea, con 140 Granaderos a Caballo (2 escuadrones) y la escolta de San Martín, en misión de exploración hacia la zona de San Felipe. Al llegar a Las Coimas, Necochea comprobó la presencia de efectivos realistas aproximados a 700 hombres ocupando una fuerte posición al este del río Putaendo. Soler hizo forzar la marcha de su infantería y el día 6 estuvo con todas sus fuerzas en las primeras planicies del Valle de Putaendo. Allí hizo montar los 5 cañones de su división y estableció su cuartel general en la Hacienda de San Andrés del Tártaro (a 4 leguas más adelante de las Achupallas). Soler dispuso que el comandante José Melián saliera del cuartel general con la mayor parte de los escuadrones N° 3 y 4 de Granaderos a Caballo y 2 compañías de infantería, y tomase la Villa de San Antonio de Putaendo (a 2 leguas de allí). Dispuso también que Necochea con 110 jinetes avanzara 2 leguas más adelante de ese pueblo por el camino público y se situara a una legua de San Felipe.
Al divisar a las fuerzas realistas en los cerros de Las Coimas el 7 de febrero, sin esperar la llegada de refuerzos, Necochea decidió atacar para lo cual dividió sus fuerzas en tres fracciones de granaderos a caballo, puso a la derecha al capitán Manuel Soler y a la izquierda al ayudante Ángel Pacheco. Mientras mantuvo oculta una de ellas, con las otras dos simuló un ataque seguido de una retirada para separar a la infantería realista de la caballería que lo perseguiría. Tal como lo esperaba, la caballería realista se lanzó en persecución, siendo entonces contraatacada simultáneamente y desde tres direcciones por los efectivos patriotas que lograron la victoria en inferioridad numérica. En el campo quedaron 30 muertos y 4 realistas quedaron prisioneros. La infantería realista no intervino y retrocedieron rápidamente hacia San Felipe causando gran alarma entre sus partidarios. El comandante Atero avisó al gobernador que abandonaba la provincia y con todas sus fuerzas se dirigió hacia Santiago, destruyendo el puente al pasar el río Aconcagua.
El día 8, las fuerzas patriotas entraron en San Felipe y a la tarde se reunieron las divisiones de Soler y de O'Higgins. El día 9 fue reconstruido el puente sobre el río Aconcagua y el comandante Melián avanzó con un escuadrón de granaderos hacia Chacabuco. El Cuartel General se encontraba ya en la Villa de Los Andes.